# نهضت بین‌المللی صلیب سرخ و هلال احمر
در سال ۱۹۸۶، ۱۸۶ عضو جمعیت‌های صلیب سرخ و هلال احمر، کمیته بین‌المللی صلیب سرخ و فدراسیون بین‌المللی جمعیت‌های صلیب سرخ و هلال احمر گردهم آمدند و نهضت بین‌المللی صلیب سرخ و هلال احمر را پایه‌گذاری کردند.
کنفرانس جهانی صلیب سرخ و هلال احمر معمولاً هر ۴ سال یکبار تشکیل می‌شود و قوانین و آیین‌نامه‌های مربوط به نهضت بین‌المللی صلیب سرخ و هلال احمر پس از سال ۱۹۸۶ (کنفرانس ۲۵ام در ژنو) دو بار دیگر در سالهای ۱۹۹۵ (کنفرانس ۲۶ام) و ۲۰۰۶ (کنفرانس ۲۹ام) تمدید و تصویب گردید.
صلیب سرخ و هلال احمر مجموعه‌ای از سازمان‌های با اهداف و اساسنامه مشترک می‌باشد که در بیش از ۱۹۰ کشور دنیا نمایندگی‌های بومی دارند و به‌صورت بین‌المللی عمل می‌کنند.

## اصول هفتگانهٔ نهضت
1. انسانیت
2. بی غرضی
3. بی‌طرفی
4. استقلال
5. خدمات داوطلبانه
6. وحدت
7. جهانی بودن

## اهداف چهارگانه
1. برقراری صلح
2. تفاهم و دوستی میان ملت‌ها و مذاهب
3. تسکین آلام بشری
4. تأمین احترام انسان‌ها
5. حمایت از زندگی و سلامت انسان‌ها بدون در نظر گرفتن هیچ گونه تبعیض میان آنها

## اعضا
1. کمیته بین‌المللی با اهداف انسان دوستانه در زمان جنگ شامل ۲۵ نمایندهٔ سوئیسی.
2. فدراسیون بین‌المللی با هدف ارتباط و هماهنگی میان جمعیت‌های ملی و کمک رسانی به آسیب دیدگان حوادث و بلایای طبیعی.
3. جمعیت‌های ملی با هدف حمایت از آسیب دیدگان بلایای طبیعی و درگیری‌های نظامی.
4. نهادها شامل کنفرانس، شورای نمایندگان و کمیسیون دائمی.

## شیر و خورشید سرخ
پیش از پیروزی انقلاب اسلامی نشان جمعیت شیر و خورشید سرخ به ایران تعلق گرفت که علیرغم جایگزینی آن با نشان هلال احمر همچنان امتیاز آن به ایران تعلق دارد. در۲۳ ژوئیه ۲۰۰۰ جمهوری اسلامی ایران به دولت سوئیس اعلام داشت که حق این را محفوظ می‌دارد که هر گاه که بخواهد از نشان شیر و خورشید سرخ دوباره استفاده کند و از وزارت خارجه سوئیس درخواست کرد که دولت سوئیس، دیگر کشورهای عضو کنوانسیون ژنو ۱۹۴۹ از تصمیم جمهوری اسلامی ایران آگاه سازد.

## کریستال سرخ

نمادهای صلیب، هلال و کریستال سرخ

پس از ناکام ماندن درخواست اسرائیل برای ثبت ستاره داوود سرخ  در کنفرانس جهانی صلیب سرخ سال ۱۹۴۹، با پیگیری‌های آن دولت و با توجه به عدم تمایل بعضی کشورهای غیر مسیحی و غیر مسلمان در استفاده از نشان‌های صلیب سرخ و هلال احمر، کنوانسیون ژنو در سال ۲۰۰۵ «پروتکل سوم الحاقی» را به منظور اصلاح در آیین‌نامه نهضت جهانی صلیب سرخ و هلال احمر به تصویب رساند. این پروتکل در سال ۲۰۰۶ در ۲۹امین کنفرانس جهانی صلیب سرخ و هلال احمر به تصویب رسید و بدین ترتیب راه حلی برای این مشکل دیرینه یافت و نشان سومی به نام کریستال سرخ را به دو نشان قبلی اضافه نمود.
بدین ترتیب از سال ۲۰۰۶ حرکت جدیدی با مدیریت سازمان ملل با عنوان «فدراسیون صلیب سرخ، هلال احمر، بلور سرخ» با مشارکت و همراهی کشورهای بیشتری راه اندازی شد تا بدین صورت سه انجمن پزشکی کشورهای غیریهودی (غیر از اسرائیل) از این فدراسیون نوپا استفاده کنند درحالیکه انجمن موجود در کشور اسرائیل جداگانه و دست نخورده باقی بماند.